# Миролюбівка (Синельниківський район)
Миролю́бівка — село в Україні, у Синельниківському районі Дніпропетровської області. Входить до складу Раївської сільської громади. Населення за переписом 2001 року становить 726 осіб.

## Географія
Село Миролюбівка знаходиться на березі річки Середня Терса, вище за течією на відстані 0,5 км розташоване село Котлярівське, нижче за течією на відстані 1,5 км розташоване село Андріївка.

## Історія
- Поблизу села досліджено кургани кочівників XI-XIII століть.
- Село засноване в другій половині XIX століття.
- У 1917 році село Кільманське було перейменоване в село Миролюбівка.

Після розгрому Катериною II Запорізької Січі ці землі були роздані панам та колоністам. Тоді і потрапили на територію с. Миролюбівка брати Яків, Іван та Федір. Одного з них, Івана Пилиповича, мали за обрусілого німця і навіть назвали його прізвищем село – Кільманське. Пан мав велику родину: шість синів та дві доньки. Відділяючи своїх дітей, Іван Пилипович  побудував чотири садиби: одну на території нинішнього села Миролюбівка, другу на хуторі Сичовка, третю на території теперішнього села Новочернігівське, четверту – на території нинішнього села Новий Посьолок( раніше хутір Невінчаний). Коли дочка вийшла заміж за пана Майяра, Іван Пилипович «відписав» молодятам землі, де згодом утворилось село Маярське (цією назвою до цих пір називають село Новочернігівське) Наймолодший син Кільманів навчався в університеті в Мюнхені. Старші брати його засуджували. Адже буваючи на канікулах, він не допомагав по господарству і навіть гадки не мав заводити своє власне. Натомість одного разу привіз із Німеччини саджанці, які потім насадили уздовж шляху аж до Циганівки.
- Що там ваші вівці, свині та корови? Незабаром від них і сліду не залишиться, а пам'ять про мене ще довго шумітиме кронами…- говорив молодий пан
Так і сталося. Правда, час не милував Кільманів. Іван Пилипович помер ще до революції 1917 року. У громадянську махновці посікли шаблями Майяра в яслах. Уже в кінці 20 років до Миролюбівської агрошколи приїздив той самий молодший Кільман, який ніби працював в міністерстві в Києві. Селяни бачили, як він ходив на могилу батька.
У 1918 році на вилучені землі у пана Кільмана переселяють сім’ї з густонаселених районів.
Таким чином  в 1921 році розпочалося заселення майбутньої Миролюбівки. Майже всі переселенці з полтавської землі.
Цілина була поділена на ділянки. Щоб урівняти всіх – ділянки роздавались за допомогою жеребкування. Трудовою нормою вважалася земельна ділянка, яку селянин мав змогу обробити силами власної родини, без використання наймитів. В малоземельних районах вона була меншою, у багатоземельних – більшою. В нашому селі вона становила 5 га на прибувшу людину (в т. ч. дитину)
Здавна городній клаптик був для українця тією рятівною соломинкою, яка давала можливість і в найскрутніші часи триматися на поверхні.
Розпочалося бурне будівництво хат. В залежності від природних умов, клімату, будівельних матеріалів, традицій в Україні споруджували житло найрізноманітніших типів. В Миролюбівці це були, в основному, довгі будинки  15 – 20  метрів. Вони поєднували в собі житло для людей, живності, реманенту. Так,  як людей приїхало багато на переселення, а матеріалу для будівництва  не було, то використовували  найдешевший місцевий матеріал – глину. Із гілок робився каркас стін, які  забивались   глиною.
В селі збереглась не одна така глинобитна хата, яка збудована в 20 роках минулого століття переселенцями.
Обов’язковим атрибутом кожної оселі була надвірна плита. А центром житла була піч, яка вважалася його душею. В Миролюбівці збереглась не одна піч і господині з задоволенням діляться своїми інструкціями в її використанні.
- Для того, щоб в печі спекти хліб, треба випалити велику корзину дров. Потім дивляться на черінь: якщо він вже  білий, то можна вигортати жар на перед печі і засувати спеціальною лопатою сковорідку з хлібом. Закриваємо піч і чекаємо поки по хаті підуть приємні запахи свіжоспеченого хліба.
Ви спитаєте: - А що ж таке черінь? Господиня з подивом і посмішкою скаже, що це – піднебіння печі ( як же можна такого не знати). Адже мешканці малих і великих поселень на українській землі були насамперед  хліборобами – людьми, що «робили» хліб і на золотавій ниві, і на млинному майданчику, і біля печі.
Де тепло, там і добро, і достаток, і злагода.
Господарювали наші селяни самостійно 6 років. У 1925році Пленум ЦК РКП(б) поставив вимогу «сприяти будівництву колгоспів».  Не минула ця участь і наших предків. Спочатку це були дрібні колгоспи (одна вулиця – один колгосп), а з 1932 – об’єднані колгоспи. Наталівський «Соз» та Андріївський «Бойовик» об׳єдналися в колгосп ім. К.Маркса. «Привілля», «Батрак», «Чонгарець» - в один колгосп «Чонгарець».
Першим головою колгоспу «Чонгарець» став Кулага Василь, але ненадовго. Другим головою був обраний Зуб Никифор Якович, який у молоді роки служив у лейб – гвардії графа Воронцова, яка виступала за революцію.
В житті колгоспів та суспільства наступає період політизації: не будучи членом КП(б) не можеш бути головою. І тому в 1937 році призначається новий голова колгоспу - партійний Назаренко Афанасій Григорович, який до цього в  голодні 30-і роки очолював комуну під назвою «Паризька комуна» Він залишався головою аж до війни, потім евакуював усю худобу до Ростова, здав усе і сам пішов до воєнкомату. З війни він так і не повернувся.
Майже 300 земляків не повернулися з фронтів НРВ. Із них - 84 миролюбівці.
Після війни, в 1946 році головою колгоспу   призначений Стрюк Іван Трохимович. Улюблений його вислів «Тьху ти, Боже мій!» Односельці так його ласкаво й піддражнювали. Землю обробляла Славгородська МТС, так як техніки своєї не було. Корів на пахоті  вже не використовували, а доїли за їх прямим призначенням.
В 1948 році справили  перші обжнивки.  
1949 рік – колгосп «Чонгарець», за високі досягнення у тваринництві, стає учасником ВДНГ у Києві.
В 1950 році, у рамках політики укрупнення господарств, об’єднались 2 колгоспи: «Чонгарець» та «Карла Маркса»(с.Андріївка) і центральною садибою стало село Миролюбівка.
Після війни люди розправили крила, легко вдихнули мирного повітря, створюються нові сім’ї. 
В 50 –і роки підключене  перше радіо. 1958 – 1959 роки – будується третя  тракторна бригада, ферми, свинарники.
1962 рік – вулиця підключена під загальну мережу освітлення. З’явилися перші телевізори. 1962 – останнє об’єднання колгоспів. Головою об’єднаних колгоспів «Чонгарець», «Карла Маркса», «Кірова», «Паризька комуна», став Шевченко Іван Артемович.  Розвивається тваринництво, будується тік,тракторна бригада, ферми, а в 1966 році нова школа. З’являються нові житлові будинки .
В 2000 році колгосп припинив своє існування.
Історії властивий розвиток по спіралі, епохи повторюються видозмінюючись: селяни знову отримали земельні наділи і вже 9 років господарюють на власній землі.
До 2017 року орган місцевого самоврядування - Миролюбівська сільська рада.
12 червня 2020 року, відповідно до розпорядження Кабінету Міністрів України № 709-р від «Про визначення адміністративних центрів та затвердження територій територіальних громад Дніпропетровської області», увійшло до складу Раївської сільської громади.
19 липня 2020 року, в результаті адміністративно-територіальної реформи та ліквідації   Синельниківського (1923—2020) району, село увійшло до складу новоутвореного Синельниківського району.

## Об'єкти соціальної сфери
- Школа.
- Миролюбівський аграрний професійний ліцей.
- Амбулаторія.
- Клуб.

## Релігія
В селі знаходиться Храм Святих Жон-мироносиць ПЦУ.